# Nikolaj Vasiljevič Gogolj
Nikolaj Vasiljevič Gogolj (ruski: Никола́й Васи́льевич Го́голь, ukrajinski: Мико́ла Васи́льович Го́голь) (prezime po rođenju: Janovski, ukrajinski: Яновський) (Soročynci, 31. ožujka 1809. – Moskva, 4. ožujka 1852.) ukrajinski i ruski je književnik ukrajinskog podrijetla. Utemeljitelj je modernog ruskog realizma. Gogolj spada među najznačajnije književnike u svijetu.

## Životopis
Prema obiteljskoj tradiciji, porijeklom je iz plemenitaške obitelji starih ukrajinskih Kozaka. Prema istoj tradiciji, potomak je Ostapa Hoholja, hetmana Desnoobalne Ukrajine. Djed Panas Demjanovyč Hoholj-Janovskyj (1738. – 1805.) pisao je u službenim ispravama da su njegovi predci prezimena Hoholj poljske nacije ("його предки, прізвищем Гоголь, польської нації"); ipak, većina životopisaca ga smatra "Malorusom" (Ukrajincem). Piščev prapradjed Jan (Ivan) Jakovyč bio je učenikom Kijevske duhovne akademije. Piščev otac, zemljoposjednik Vasylj Hoholj-Janovskyj također je volio umjetnost: pisao je pripovijetke i drame, utjecavši tako na sina.
Nikolaj Vasiljevič Gogolj se je rodio 31. ožujka 1809. u malom ukrajinskom mjestu Soročynci, u ukrajinskoj obitelji. Svoja je djela pisao na ukrajinskom i zatim ruskom jeziku, jer je Ukrajina u tom trenutku bila sastavni dio Ruskog Carstva pod različitim kulturno-društvenim restrikcijama. Gogoljev se otac zanimao za kazalište i pisao kraće komedije na ukrajinskom jeziku za potrebe domaćeg kazališta, dok mu se majka većinu vremena brinula o odgoju djece.
Školovao se u Poltavi, Nježinu i Petrogradu. Neko vrijeme je bio odgojitelj plemićke djece u Petrogradu. Gogoljevi mladenački snovi, o služenju za dobro države, raspali su se kad je upoznao život petrogradskih sitnih činovnika, među koje se i sam bio uvrstio na kraće vrijeme. Njegov život nakon odlaska iz Ukrajine promijenio je njegovu blagonaklonu percepciju o ruskom društvu. Kasnije je predavao povijest na Petrogradskom sveučilištu. Imao je prijateljske veze gotovo sa svim tadašnjim ruskim piscima, a Puškinova smrt ga je izrazito potresla te navela na različite oblike misticizma. 
Gogolj je za života bio stalno u kontaktu sa zbivanjima u njemu voljenoj Ukrajini. Često je putovao te boravio u mnogim drugim europskim zemljama, a potkraj života vratio se u Moskvu gdje je živio u materijalnoj oskudici. Umro je 4. ožujka 1852. godine.

## Književni put
Svoj prvi književni pokušaj »Hans Kihelgarten«, spalio je ostavši nezadovoljan njime i vjerujući da će ostvariti nešto mnogo bolje. Gogolj je od početka razvijao pripovijetku kao posebnu vrstu književne proze, dajući joj novi sadržaj i oblik. Svoju prvu zbirku pripovijesti, »Večeri na zaselku kraj Dikanjke«, nije napisao realističnim, već romantičarskim karakterom. 
Pročuo se po pripovijestima iz ukrajinskog života, u kojima do izražaja dolazi folklor, vedro i romantično raspoloženje. Zbirkom Arabeske počinje svoje «petrogradske pripovijetke» u kojima na za njega tipičan način pripovijedanja ismijava ispraznost života nižeg činovnika (»Kabanica«, »Nos«), na istu temu piše i veoma uspješnu komediju »Revizor«. Sve je to napisano njegovim tipičnim stilom »smijeha kroz suze« u kojem on sam uviđa tragikomičnost života nižeg činovnika pa tako i svog života. Osim pripovijesti Gogolj je pisao komedije »Ženidba« i već spomenuti »Revizor« te romane »Mrtve duše« i »Taras Buljba«.
Zahvaljujući Gogolju došlo je do apsolutne prevlasti proze nad poezijom u ruskoj književnosti i zato Gogolja treba smatrati »ocem ruske prozne književnosti«. Za Gogolja je iznimno bitno i njegovo ukrajinsko porijeklo zbog čega ga Ukrajinci smatraju i ukrajinskim književnikom. Gogolj je stvorio likove koji su u ruskom društvu postali obrasci za lijenost, glupost, sebičnost, lakoumnost i korupciju. Približavanje slavenofilima, nevjerica u vlastitu darovitost, osjećanje krivice i religiozno-mistično raspoloženje obilježavaju njegov život ukrajinskog manjinca u golemom Ruskom Carstvu.
Gogolj je teško prihvaćao novu rusku sredinu u koju je došao iz ponešto drukčije i toplije Ukrajine što se odrazilo i na njegovo specifično opisivanje ruskog društva. Ukrajinci u sklopu Ruskog Carstva tijekom 18. i 19. stoljeća bili su pod stalnim pritiskom bez znanstvenog uporišta kako ne postoji ukrajinski jezik, već je riječ isključivo o dijalektu »velikog ruskog jezika«. Dio ukrajinskih genijalaca (odgojenih u ukrajinskom kulturnom duhu) u ruskoj književnosti do jedne se mjere počeo miriti s takvom imperijalnom politikom, a među njima se posebno ističe upravo Gogolj.

## Gogolj i Ukrajina
Godina 2009. proglašena je Gogoljevom godinom prema UNESCO-ovim kriterijima. Kao i do tada, proslavljen je kao ruski pisac. Međutim, stručnjaci širom svijeta polako počinju razumijevati ukrajinski mentalitet Gogolja koji se manifestirao u ruskoj kulturi na najvišem književnom nivou. Najnovija ukrajinska književna kritika donosi opširan opus razmišljanja obilježenih i problemima ukrajinsko-ruskih odnosa u ozračju kojih je prošla 200. obljetnica rođenja pisca.
Prema ukrajinskim stručnjacima, Gogoljevo ukrajinsko porijeklo je značajna odrednica koja se odrazila u nizu njegovih izražaja kao čovjeka i pisca. Da bi se Gogolj uopće razumio, ukrajinski čimbenik je presudan, a on se u većini slučajeva izostavio, pa čak i onda kada je trebalo navesti porijeklo ruskog pisca. Formiranje njegove svijesti, početni uspjeh te duhovna kriza povezani su s problemima Ukrajine mnogo više nego što se to do sada u svjetskim književnim krugovima naslućivalo.
Prema opažanjima poznatog talijanskog slaviste Sandra Graciottija, Gogolj se zalagao za pomirenje istočne i zapadne crkve kao ravnih pred Bogom, kao u priči o sestrama Mariji i Marti iz Evanđelja po Luki. To je bio već dobro poznati ukrajinski ekumenizam, ali i disidentstvo. Disidentstvo ranije viđeno i kod pravdanja ukrajinskog nacionalnog heroja hetmana Ivana Mazepe, ujedno propagiranog »ruskog izdajnika«. Takav Gogolj nije bio potreban ruskom carizmu u doba njegova uspona. Prema Gogoljevima riječima, Rusija je bila prepuna »mrtvih duša« i onih koji su na njima stvarali kapital.

## Značajna djela
- Mrtve duše
- Odabrana mjesta iz prepiske s prijateljima
- Večeri na zaselku kraj Dikanjke
- Taras Buljba
- Kabanica

## Vanjske poveznice
|  | Zajednički poslužitelj ima još gradiva o temi Nikolaj Vasiljevič Gogolj |
|  | Wikicitati imaju zbirke citata o temi Nikolaj Gogolj                    |

- Sva Gogoljeva djela
- Gogoljeva djela na Projektu Gutenberg